# Periferija Sjeverni Egej
Sjeverni Egej (grčki: Περιφέρεια Βορείου Αιγαίου) je jedna od trinaest grčkih periferija. 
U ovoj Otočkoj periferiji nalaze se otočke skupine Hios, Lezbos i Samos iz Egejskog mora. 

## Veći gradovi i općine u periferiji Južni Egej
- Hios (Χίος)
- Kalloní (Καλλονή)
- Karlóvasi (Καρλόβασι)
- Mýrina (Μύρινα)
- Mytilíni (Μυτιλήνη)
- Omiroúpoli (Ομηρούπολη)
- Pythagóreio (Πυθαγόρειο)
- Vathý (Βαθύ)